# Teranóstica
La teranóstica también conocida como teragnosis, es una técnica comúnmente utilizada en la medicina personalizada. En la medicina nuclear, se utiliza un fármaco radiactivo para identificar (diagnosticar) y un segundo fármaco radiactivo para tratar (terapia) tumores cancerosos. En otras palabras, la teranóstica combina imágenes de radionúclidos y radioterapia que se dirige a vías biológicas específicas.
Entre las tecnologías utilizadas para tomar las imágenes teranósticas se encuentran los radiotrazadores, los medios de contraste, tomografía por emisión de positrones y resonancia magnética. Dichas tecnologías se han utilizado para el tratamiento del cáncer de tiroides y los neuroblastomas.
El término teranóstica es una combinación de dos palabras, terapéutico y diagnóstico. Este concepto se refiere a una técnica que combina, en un solo procedimiento, tanto el diagnóstico como el tratamiento, lo que permite la evaluación médica continua del paciente. La primera persona en utilizar este término fue John Funkhouser, un asesor de la empresa Cardiovascular Diagnostic, al incluirlo en una nota de prensa en agosto de 1998.

## Aplicaciones

### Medicina nuclear
La teranóstica se originó en el campo de la medicina nuclear con el uso del isótopo de yodo-131 para el estudio diagnóstico y el tratamiento del cáncer de tiroides siendo esta una de sus primeras aplicaciones. La medicina nuclear engloba diversas sustancias, tanto aisladas como combinadas, que pueden emplearse para el diagnóstico por imágenes y terapias dirigidas. Los ligandos de receptores, así como los compuestos como el yodo, pueden formar estas sustancias, las cuales el tejido diana internaliza a través de diversos procesos metabólicos.  Mediante estos procedimientos, la teranóstica facilita la localización de los tejidos patológicos a través de la toma de imágenes y los destruye de forma selectiva mediante la aplicación de dosis altas de radiación. 

### Alcance radiológico
Durante varios años se han estado estudiando los agentes de contraste con propiedades terapéuticas. Un ejemplo es el diseño de medios de contraste capaces de liberar de forma local un agente quimioterapéutico el área seleccionada.  Este tipo de técnicas localizadas pretenden incrementar el nivel de eficiencia del tratamiento y reducir los efectos secundarios. Un ejemplo de ello es cuando el ecografista selecciona una zona específica al utilizar medios de contraste basados en ultrasonidos, como las microburbujas, las cuales pueden acumularse en tejidos hipervascularizado y liberar el ingrediente activo en respuesta a las ondas ultrasónicas.
Otro tipo de técnicas involucra el enlace entre anticuerpos monoclonales (mAbs) capaces de dirigirse a diversos objetivos moleculares, y nanopartículas. Este método incrementa la afinidad de la droga, así como su capacidad para dirigirse a un objetivo específico, y permite visualizar el área a tratar mediante el uso de partículas superparamagnéticas de óxido de hierro, las cuales pueden detectarse a través de resonancia magnética. Dichas partículas también pueden diseñarse para liberar de forma puntal agentes quimioterápicos en el lugar de enlace, produciendo un efecto sinérgico local con acción de anticuerpo. La integración de este tipo de métodos a las técnicas de medicina nuclear puede mejorar la sensibilidad de las imágenes, así como contribuir a la identificación de objetivos y al monitoreo del tratamiento.

## Técnicas de imagen

### Tomografía por emisión de positrones
La tomografía por emisión de positrones (PET) en teranóstica proporciona información sobre los procesos metabólicos y moleculares en el cuerpo. El escáner PET detecta fotones y crea imágenes tridimensionales que permiten la visualización y cuantificación de procesos psicológicos y bioquímicos. 
Las imágenes PET utilizan radiotrazadores que se dirigen a moléculas o procesos específicos. Por ejemplo, la [18F] fluorodesoxiglucosa (FDG) es comúnmente utilizada para evaluar el metabolismo de la glucosa, ya que las células cancerosas exhiben un aumento en la absorción de glucosa. Otros radiotrazadores se dirigen a receptores, encimas o transportadores específicos, que permiten la evaluación de diversos procesos patológicos y psicológicos.
Tienen un papel en ambos diagnósticos y planes de tratamiento. Ayuda a la identificación y estadificación de enfermedades como el cáncer, visualizando la extensión y la actividad metabólica de los tumores. Los escaneos PET también pueden guiar las decisiones de tratamiento al evaluar sus respuestas y monitorear la progresión de la enfermedad. Además, las imágenes PET son usadas para determinar la aptitud de los pacientes para la terapia dirigida basada en características moleculares específicas, permitiendo enfoques de tratamiento personalizados.

### Tomografía computarizada por emisión de fotón único

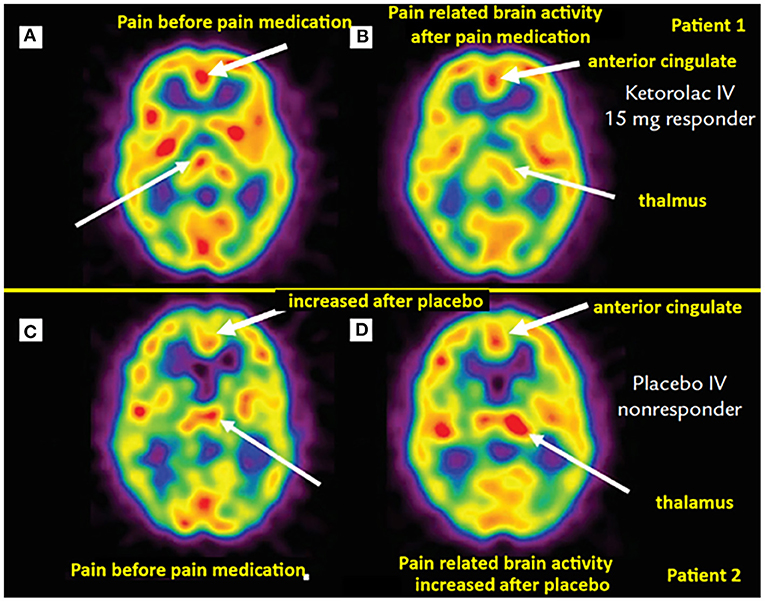
La SPECT de perfusión cerebral muestra pacientes con dolor dental con analgesia (fila superior) versus placebo (fila inferior).

La tomografía computarizada por emisión de fotón único (SPECT) se utiliza en teranóstica y utiliza rayos gamma emitidos por un radiotrazador para generar imágenes tridimensionales del cuerpo. 
Las imágenes SPECT implican la inyección de un radiotrazador que emite fotones individuales, detectados por una cámara de gamma que gira alrededor de la persona sometida a tratamiento de imagen.
Proporciona información funcional y anatómica que permite evaluar la estructura de los órganos, el flujo sanguíneo y objetivos moleculares específicos. Ayuda a evaluar enfermedades que involucran un flujo sanguíneo alterado o una expresión de receptores específicos, por ejemplo, la obtención de imágenes SPECT con radiofármacos de tecnecio-99m (Tc-99m) puede permitir evaluar la perfusión miocárdica e identificar áreas de isquemia o infarto en pacientes con enfermedades cardiovasculares.
Asimismo, ayudan a identificar la localización de la enfermedad, la estadificación y a evaluar la respuesta a la terapia. Además, la obtención de imágenes SPECT se utiliza en la terapia dirigida con radionúclidos, donde el mismo radiotrazador utilizado para el diagnóstico por imágenes puede utilizarse para administrar dosis terapéuticas de radiación al tejido enfermo.

### Imágenes por resonancia magnética
La resonancia magnética (MRI) es una técnica de imágenes no invasiva que utiliza campos magnéticos fuertes y pulsos de radiofrecuencia para generar imágenes anatómicas y funcionales detalladas del cuerpo. Proporciona un excelente contraste de tejidos blandos y se utiliza ampliamente en teranóstica por su capacidad de visualizar estructuras anatómicas y evaluar procesos fisiológicos. 
Permite la detección y caracterización de tumores, la evaluación de la extensión del tumor y la evaluación de la respuesta al tratamiento; puede proporcionar información sobre la perfusión, difusión y   metabolismo de los tejidos, ayudando a seleccionar terapias adecuadas y a monitorear su eficacia.
Técnicas como la resonancia magnética funcional (fMRI) permiten evaluar la activación y la conectividad cerebral, mientras que las imágenes ponderadas por difusión (DWI) brindan información sobre la microestructura del tejido. El desarrollo de agentes de imágenes moleculares, como las nanopartículas de óxido de hierro superparamagnéticas, permite la obtención de imágenes y el seguimiento específicos de entidades moleculares.

## Enfoques terapéuticos
Abarca una gama de enfoques terapéuticos que están diseñados para abordar y tratar enfermedades con mayor precisión.

### Sistemas de administración dirigida de fármacos
Los sistemas de administración dirigida de medicamentos facilitan la administración selectiva de agentes terapéuticos a sitios de enfermedades específicos, al tiempo que minimizan los efectos fuera del objetivo. 
Estos sistemas emplean estrategias, como nanopartículas, liposomas y micelas, para encapsular fármacos y mejorar su estabilidad, solubilidad y biodisponibilidad.  Al incorporar componentes de diagnóstico, como agentes de imágenes o ligandos específicos, en estos sistemas de administración, los médicos pueden monitorear la distribución y acumulación de medicamentos en tiempo real, lo que garantiza un tratamiento efectivo y reduce la toxicidad sistémica. Los sistemas de administración dirigida de medicamentos son prometedores en el tratamiento del cáncer, enfermedades cardiovasculares y otras afecciones, ya que permiten una terapia personalizada y específica para el sitio.

### Terapia genética
La terapia genética es un enfoque terapéutico que implica modificar o reemplazar genes defectuosos para tratar o prevenir enfermedades.
Se puede combinar con imágenes diagnósticas para monitorear la administración, expresión y actividad de genes terapéuticos. Las técnicas de imágenes como la resonancia magnética,  tomografía por emisión de positrones y  imágenes ópticas permiten una evaluación no invasiva de la transferencia y la expresión genética, lo que proporciona información valiosa sobre la eficacia y la seguridad de los tratamientos basados en genes.  La terapia genética ha demostrado potencial en el tratamiento de trastornos genéticos, cáncer y enfermedades cardiovasculares, y su integración con el diagnóstico por imágenes ofrece un enfoque integral para monitorear y optimizar los resultados del tratamiento.

### Radioterapia
La radioterapia se puede integrar con técnicas de imagen para guiar la planificación del tratamiento, la distribución del monitoreo y evaluar la respuesta al tratamiento. Los métodos de imagen, como PET y SPECT, se pueden usar para visualizar y cuantificar las características de un tumor, como la hipoxia o la expresión de receptores, ayudando en la optimización de dosis de radiación.
Además, los enfoques de la teranóstica implican agentes terapéuticos de radiomarcados, conocidos como radioteranósticos, combinan los efectos terapéuticos de la radiación con capacidades de diagnóstico. Los radioterapéuticos, incluida la terapia con radionúclidos de receptores peptídicos (PRRT), son prometedores para la radioterapia dirigida, ya que permite una focalización precisa del tumor y el aumento de la dosis, a la vez que preservan los tejidos sanos. Por ejemplo, la PRRT basado en lutecio -177 (conocidos como radioligandos) ha emergido como una opción de tratamiento para tumores neuroendocrinos metastásicos inoperables (NET).

### Inmunoterapia

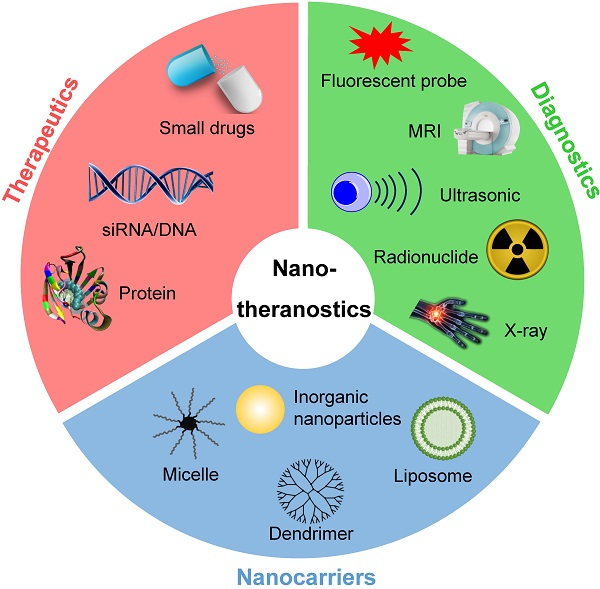
La nanoteranóstica combina la terapia y el diagnóstico en una nanoplataforma única, mejorando los resultados del tratamiento del cáncer y otras enfermedades. La focalización de nanoterapias mejora la administración y eficacia para diversas patologías genéticas y traslacionales.

La inmunoterapia aprovecha el sistema inmunológico del organismo para reconocer y atacar las células cancerígenas u otras enfermedades.
Los enfoques inmunoterapéuticos pueden combinarse con el diagnóstico por imagen para evaluar la infiltración de células inmunes, la inmunogenicidad tumoral y la respuesta al tratamiento. Las técnicas de imágenes, como PET y resonancia magnética, pueden proporcionar información fundamental sobre el microambiente tumoral, la dinámica de las células inmunitarias y la respuesta a las inmunoterapias. Además, las estrategias teranósticas que implican el uso de agentes inmunoterapéuticos radiomarcados permiten la obtención de imágenes y terapia simultáneas, ayudando en la selección de pacientes, el monitoreo del tratamiento y la optimización de los regímenes inmunoterapéuticos.

### Nanomedicina
La nanomedicina se refiere al uso de materiales a escala nanométrica para aplicaciones médicas, ofrece oportunidades para la administración selectiva de fármacos, la obtención de imágenes y la terapia.
Las nanopartículas pueden funcionar para transportar cargas terapéuticas, agentes de imágenes y la focalización de ligandos específicos, permitiendo diferentes medios teranósticos; estos nanotransportadores pueden mejorar la estabilidad del fármaco, mejorar su solubilidad y permitir una liberación controlada en el sitio de la enfermedad. 
Además, los nanomateriales con propiedades de imagen inherentes, como los puntos cuánticos o las nanopartículas de oro, pueden servir como agentes de contraste para la obtención de imágenes.

## Aplicaciones y desafíos

### Oncología
La teranóstica ya se aplica en el ámbito oncológico, contribuyendo al desarrollo de nuevos enfoques en el diagnóstico, tratamiento y monitoreo de diferentes tipos de cánceres. Esta estrategia ofrece un enfoque personalizado, al integrar imágenes diagnósticas y terapias dirigidas, lo que mejora los resultados del tratamiento y la atención al paciente. En la oncología, la teranóstica abarca una amplia variedad de aplicaciones, como el manejo de cáncer de mama, próstata y colorrectal. Las técnicas de imágenes moleculares, como latomografía por emisión de positrones (PET) y la tomografía computarizada por emisión de fotón único (SPECT), permiten visualizar y caracterizar lesiones cancerosas con alta precisión. Estas herramientas facilitan no solo la detección temprana del cáncer y la estadificación, sino también la evaluación de la respuesta del tratamiento. Gracias a estos avances, es posible realizar una planificación terapéutica precisa y personalizada, que incluye, la selección óptima de terapias dirigidas o la optimización de la radioterapia.
A pesar de los avances significativos, la implementación de la teranóstica en la práctica clínica rutinaria enfrenta desafíos. Estos incluyen la necesidad de estandarizar los protocolos de imagen, validación de biomarcadores y superar barreras regulatorias. Además, persiste la necesidad de continuar con la investigación y el desarrollo para mejorar tanto la efectividad como la accesibilidad de los enfoques de la  teranóstica en la oncología.

### Neurología y cardiología
La teranóstica se expande más allá del ámbito oncológico y muestra un gran potencial en los campos de la neurología y la cardiología. En neurología, los enfoques de la teranóstica ofrecen nuevas posibilidades para el diagnóstico y tratamiento de diversas enfermedades neurodegenerativas, como el Alzheimer, Parkinson y la esclerosis múltiple. Las técnicas de imágenes avanzadas, incluidas la resonancia magnética (IRM) y la tomografía por emisión de positrones (PET), permiten visualizar la neuroanatomía, la conectividad funcional y los cambios moleculares en el cerebro. Esto facilita la detección temprana, el diagnóstico preciso y el monitoreo de la progresión de la enfermedad, lo que a su vez posibilita el desarrollo de intervenciones terapéuticas dirigidas.
De igual manera, en cardiología, la teranóstica desempeña un papel fundamental en el diagnóstico y tratamiento de condiciones cardiovasculares. Las modalidades de imagen no invasivas, como la resonancia magnética y la tomografía computarizada, proporcionan información detallada sobre la estructura cardíaca, la función ventricular y el flujo sanguíneo, lo que permite una evaluación precisa de la enfermedad cardíaca y guía las intervenciones terapéuticas. Los enfoques de la teranóstica en cardiología involucran sistemas de administración de fármacos para el tratamiento de aterosclerosis y reestenosis, así como técnicas de imagen guida para la colocación precisa de endoprótesis y la realización de terapias mediante catéter.

### Futuras investigaciones
Numerosos desafíos deben ser abordados para expandir la adopción e integración de la teranóstica en la práctica clínica rutinaria. Las consideraciones regulatorias desempeñarán un papel fundamental para garantizar la seguridad, eficacia y calidad de los agentes y tecnologías empleadas en la teranóstica. La estandarización de regulaciones entre diferentes países y regiones es necesaria para facilitar su implementación global. La relación costo-efectividad representa un desafío significativo, dado que el enfoque de la teranóstica puede implicar precios elevados. En este contexto, se han discutido diversas estrategias para optimizar el uso de recursos y desarrollar modelos de rembolso adecuados. Desde el punto de vista técnico, persisten limitaciones como la necesidad de desarrollar agentes de contraste más específicos y sensibles para la mejora en la resolución y calidad de imagen. Asimismo, la integración efectiva de diferentes modalidades de imagen. Estos aspectos requieren investigaciones continuas y avances tecnológicos. De igual manera, es imperativo abordar consideraciones éticas fundamentales, incluyendo la protección de privacidad del paciente, seguridad de los datos médicos y los protocolos para el uso de la información clínica.